# 刘汉耀
刘汉耀（1917年2月—1995年5月），山东文登人，中国工程师。

## 生平
刘汉耀1917年2月生于山东省文登县宋村镇台上村，其父为建筑师刘铨法。1924年随父母定居青岛。1942年毕业于国立同济大学（当时在昆明）土木工程系，后留校任助教。1945年抗战结束后，任济南津浦区铁路局工程师。1947年任济南市工务局局长。1948年到青岛任国民政府联勤总部第44兵工厂工程师兼营缮科长，后随厂迁至台湾省台北松山。1949年3月，刘汉耀返回青岛任自来水厂厂长，并经中共地下党联系，带领工人开展护厂斗争，防止国民党军撤退前破坏设施，保证城市供水。
1949年6月青岛解放后，刘汉耀继续任自来水厂厂长。1954年参与援助烟台市新建自来水厂的设计和施工。1958年参与修建月子口水库，任主任工程师和施工技术总负责人。该工程采用采用世界先进的混凝土桩（墙）防渗帷幕施工技术，在中国水利工程史具有划时代意义，为北京密云水库的建设提供了宝贵经验。1959年底调回青岛市城建局设计室（今青岛市建筑设计研究院），主持了青岛市人民会堂工程的设计与施工指导。1961年负责设计烟台市华侨新村首批工程。1978年创造出混凝土输水管带水带压（不停水）修复漏水的施工方法，1980年在全国推广。1981年赴日本考察，回国后在青岛市水源应急工程指挥部工作。1981年评为高级工程师。
1987年12月离休。离休前任青岛市基本建设委员会总工程师、青岛市水源应急工程指挥部总工程师、青岛市重点工程指挥部总工程师，兼任中国科学院物理研究所建筑热工技术规程审定委员会特邀委员、山东省政协委员（第三、四、五届省政协委员，此外还曾任青岛市各界人民代表大会代表、第一届青岛市人大代表、第五届青岛市政协常委、中国国民党革命委员会青岛地方组织领导成员）。1994年1月受到国务院表彰，并享受国务院政府特殊津贴。1995年5月病逝于青岛。